# Cortland, Ohio
Cortland là một thành phố thuộc quận Trumbull, tiểu bang Ohio, Hoa Kỳ. Năm 2010, dân số của thành phố này là 7104 người.

## Dân số
- Dân số năm 2000: 6830 người.
- Dân số năm 2010: 7104 người.